# Werra-Meißner
Werra-Meißner é um distrito da Alemanha, na região administrativa de Kassel, estado de Hessen.

## Cidades e municípios
- Cidades:

1. Bad Sooden-Allendorf
2. Eschwege
3. Großalmerode
4. Hessisch Lichtenau
5. Sontra
6. Waldkappel
7. Wanfried
8. Witzenhausen

- Municípios:

1. Berkatal
2. Herleshausen
3. Meinhard
4. Meißner
5. Neu-Eichenberg
6. Ringgau
7. Wehretal
8. Weißenborn